# 亚格斯特河
49°14′1″N 9°10′43″E / 49.23361°N 9.17861°E
亚格斯特河（德语：Jagst）是德國的河流，位於巴登－符騰堡州，屬於內卡河的右支流，河道全長189公里，平均流量每秒18.6立方米，發源自埃爾旺根以東，流經克賴爾斯海姆、亞格斯特河畔基希貝格、朗根堡、克勞特海姆、默克米爾、諾伊德瑙，河口處在巴特溫普芬。